# Barry Trost

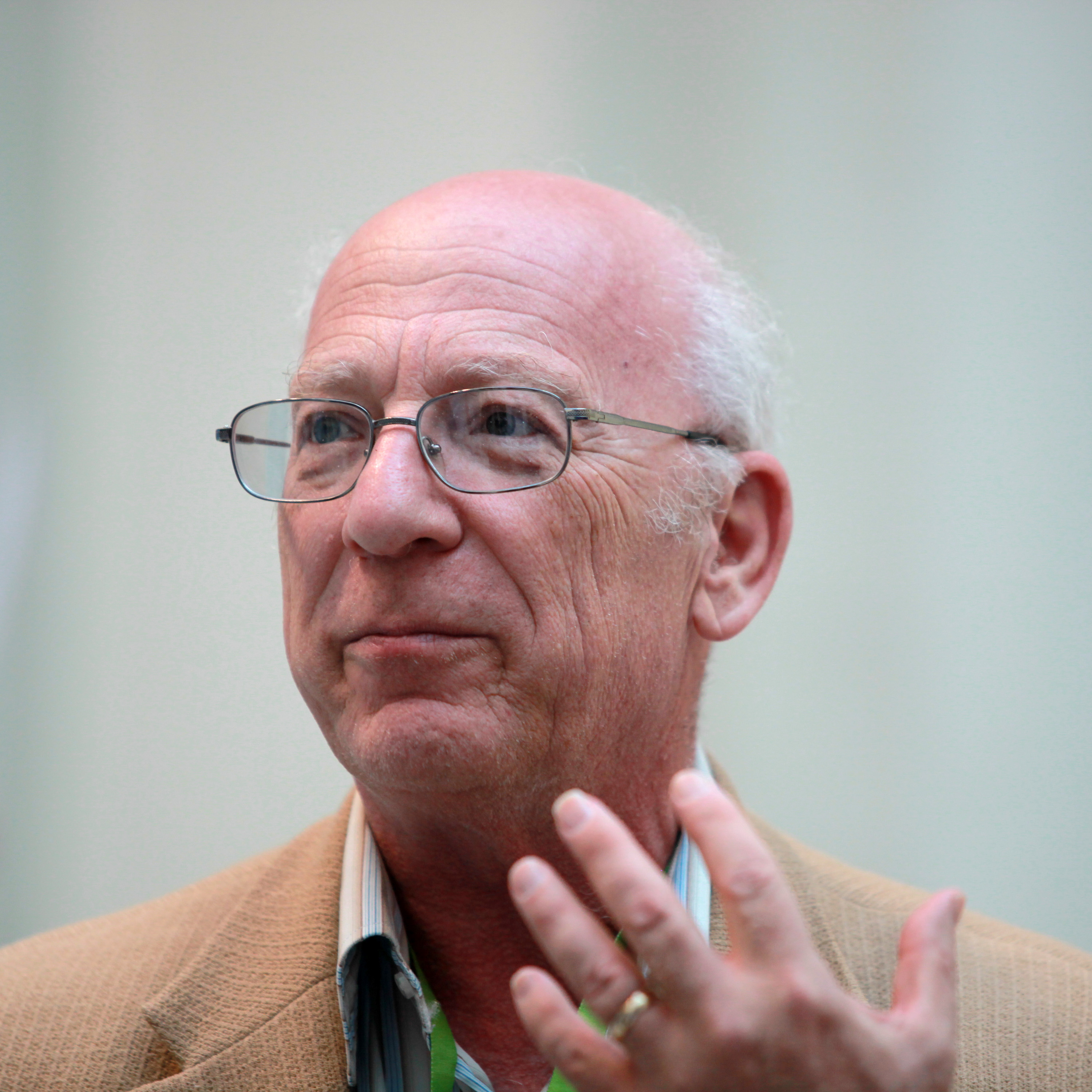

Barry M. Trost (ur. 13 czerwca 1941 w Filadelfii) – chemik amerykański.
Studiował na University of Pennsylvania, gdzie w 1962 roku uzyskał stopień BA. Stopień doktora uzyskał w 1965 roku na Massachusetts Institute of Technology na podstawie pracy Struktura i reaktywność anionów enolanowych (''The Structure and Reactivity of Enolate Anions).
W latach 1965–1987 pracował na University of Wisconsin–Madison, a w 1987 roku objął stanowisko profesora chemii na Stanford University.
Prowadzi badania dotyczące syntezy organicznej, m.in. z wykorzystaniem kompleksowych i metalororganicznych katalizatorów. Wprowadził i rozwinął pojęcie wydajności atomowej (atom economy, atom efficiency), zdefiniowanej jako stosunek masy molowej produktu reakcji do sumy mas reagentów. Wielkość ta wykorzystywana jest jako miernik spełniania zasad zielonej chemii.